# Haut Conseil de la santé publique
Le Haut Conseil de la santé publique (HCSP) est une instance française chargée d'apporter une aide à la décision aux pouvoirs publics et notamment au ministre de la Santé, en lien avec les agences sanitaires, l’expertise nécessaire à la conception et à l’évaluation des politiques et stratégies de prévention et de sécurité sanitaire.
Créé par la loi relative à la politique de santé publique du 9 août 2004, il a succédé aux :
- Conseil supérieur d'hygiène publique de France (1902-2004),
- Haut comité de la santé publique (1992-2004).

## Missions
Il a pour missions :
- de contribuer à l'élaboration, au suivi annuel et à l'évaluation pluriannuelle de la stratégie nationale de santé ;
- de fournir aux pouvoirs publics, en liaison avec les agences sanitaires et la Haute Autorité de santé, l'expertise nécessaire à la gestion des risques sanitaires ainsi qu'à la conception et à l'évaluation des politiques et stratégies de prévention et de sécurité sanitaire ;
- de fournir aux pouvoirs publics des réflexions prospectives et des conseils sur les questions de santé publique ;
- de contribuer à l'élaboration d'une politique de santé de l'enfant globale et concertée ;
- Il peut être consulté par les ministres intéressés, par les présidents des commissions compétentes du Parlement et par le président de l'Office parlementaire d'évaluation des politiques de santé sur toute question relative à la prévention, à la sécurité sanitaire ou à la performance du système de santé.

## Organisation et composition
Le HCSP est composé de cinq commissions spécialisées et de quatre groupes de travail permanents réunissant chacun des experts et des membres de droit.
Les 121 membres du HCSP ont été nommés par arrêté du 23 juin 2022, publié au Journal Officiel du 26 juin 2022.
Les experts du HCSP ont élu le 27 juin 2022 leur président : Didier Lepelletier, PU-PH, médecin de santé publique et spécialiste de la prévention et du contrôle des infections et vice-présidente : Laetitia Atlani-Duault, anthropologue, chercheuse en santé publique, ainsi que les présidents et vice-présidents des cinq commissions spécialisées :
1. Maladies infectieuses et maladies émergentes : François Caron et Sabine Henry
2. Déterminants de santé et maladies non-transmissibles : François Eisinger et Emmanuel Vigneron
3. Risques liés à l’environnement : Fabien Squinazi
4. Système de santé et sécurité des patients : Véronique Gilleron et Jean-Marie Januel
5. Santé des enfants et jeunes / approche populationnelle : Isabelle Claudet-Walker et Corinne Alberti

Le collège assure la cohérence et la coordination des travaux du Haut Conseil de la santé publique, en veillant au respect de la charte de l’expertise sanitaire. Il coordonne notamment l’élaboration des réflexions prospectives sur les questions de santé publique, les contributions du Haut Conseil à l’élaboration, au suivi annuel et à l’évaluation pluriannuelle de la stratégie nationale de santé et à la conception et à l’évaluation des stratégies de promotion de la santé, de prévention et de sécurité sanitaire, y compris dans leur dimension économique au regard des ressources qu’elles mobilisent et des bénéfices qui en sont attendus pour la santé publique, ainsi que ses contributions à l’élaboration d’une politique de santé de l’enfant globale et concertée.
Le collège est composé du Président, Didier Lepelletier, de la vice-présidente, Laetitia Atlani-Duault, de 5 personnalités, nommées pour leurs compétences dans les domaines d’expertise du HCSP, des 5 présidents des commissions spécialisées et de membres de droit.
Les membres de droit du collège sont notamment le directeur général de la santé, le directeur général de l'offre de soins, le directeur général de la sûreté nucléaire et de la radioprotection, le directeur de la sécurité sociale, le directeur de la recherche, des études, de l'évaluation et des statistiques, le directeur général de l'action sociale, le directeur de l'Union nationale des caisses d'assurance maladie et le président du collège de la Haute Autorité de santé. Ces membres de droit peuvent se faire représenter.
Les personnalités qualifiées sont nommées par le ministre chargé de la santé pour une durée de trois ans renouvelable. Chacune des commissions spécialisées est également composée de membres de droit et de personnalités qualifiées.

## Rôle lors de laPandémie de Covid-19 en France
Le HCSP est à l'origine de nombre d'avis concernant cette pandémie, notamment sur sollicitation d'Olivier Véran, guidant l'action du gouvernement:
- Recommandation sur les types de masques, sans alternative, y compris pour les asthmatiques (juillet 2021)[8].
- Recommandation de masques en tissu réutilisable[9], y compris, systématiquement, en famille[10], en intérieur et dans les établissements d'enseignement supérieur[11] (août 2020).
- Masques artisanaux déconseillés[12],[13], préconisation d'une distance physique de deux mètres[14]. Les masques de catégorie 1 sont recommandés, et ce, dès l'âge de six ans[15] (janvier 2021).
- Maintien de règles sanitaires strictes dans les EHPAD[16]. Toutefois, le HCSP s'engage à autoriser, à terme, des sorties en extérieur. D'après le Conseil d'État, les personnes âgées non vaccinées sont cependant toujours assignées dans leur établissement[17] (mars 2021).
- Adaptation des gestes-barrières pour les personnes vaccinées[18], estimant qu'elles peuvent abandonner le masque en milieu intérieur fermé et privé[19],[20], à condition que deux doses de vaccin aient été administrées[21] (avril 2021).
- Ouverture des fenêtres cinq minutes par heure, à fin d'aération. Les visières ne sont pas recommandées en remplacement du port d’un masque, mais peuvent être envisagées en son complément[22],[23] (mai 2021).
- Description des procédés de purification d'air (juin 2021)[24].
- Extension du pass sanitaire aux écoles (juillet 2021)[25].

## Publications
Le Haut Conseil publie :
- La revue trimestrielle Actualité et dossier en santé publique[26]
- Un rapport annuel
- Des avis, rapports, notes, synthèses,